# Magazine 60
Magazine 60 fue  una banda francesa de synth pop fundada por el productor musical independiente Jean-Luc Drion, junto con los hermanos Yves, Marc y Danielle Delval, todos originarios de la ciudad de Lille. La banda estuvo activa ente 1981 a 1992.
Los miembros más populares fueron Dominique Régiacorte y Véronique Oliver. El grupo es conocido básicamente por la canción de 1984, "Don Quichotte", que alcanzó el Top 10 en Francia y el Top 60 en los Estados Unidos en 1986. La canción se caracteriza por su riff bailable de sintetizador.

## Historia
En 1981, la banda lanzó un EP homónimo, Magazine 60, por Barclay Records. Se vendieron más de 260.000 copias en Francia, alcanzando  el Top Ten de éxitos, y se convirtió en disco de oro. Uno de los cantantes originales, Danielle Delval dejó la banda ese año y fue reemplazada en la voz femenina por Michele Callewart. En 1982, la banda lanzó su primer álbum, 60's Slows, que vendió más de 280.000 copias y se ubicó de nuevo  en el Top Ten. La banda lanzó dos senciilos y  videos musicales a nivel internacional ("J'fais d'la Radio" y "Sir Walter Gimmick") y se fue de gira por el continente europeo.
Por desgracia, las divisiones financieras y legales entre el productor Jean-Luc Drion y los hermanos Delval fueron visibles: la promoción se detuvo y el grupo decidió hacer cambios de formación y disquera.
En 1984, Magazine 60 se estabilizó como un trío con Drion en el sintetizador y guitarra, y los cantantes Dominique Régiacorte y Véronique Oliver. Con ellos, la banda decidió dar un nuevo rumbo más comercial a mediados de la década de 1980. Ellos lanzaron los sencillos "Don Quichotte (No están Aquí)" y "Rendez-vous sur la Costa del Sol", incluidos en el álbum de 1985 que siguió, Costa del Sol, el cual fue el último para la agrupación. En 1986, lograron otro éxito europeo, con el tema "Pancho Villa" (reeditado en 1987, inclusive en México), en apariencia dirigido al público latinoamericano. 
"Don Quichotte" (que presenta letras en español e inglés) se  convirtió en el hit más exitoso de la banda en los Estados Unidos. Sin embargo, el álbum Costa del Sol no sería lanzado en ese país hasta 1987, cuando ya Magazine 60 había perdido impulso para lograr un éxito mayor. Ante la falta de éxito comercial, Drion decidió disolver el proyecto definitivamente en 1992.
En 1999, la banda de grindcore estadounidense - mexicana Brujería lanzó una parodia bastante irreverente de "Don Quichotte" titulada "Don Quijote Marihuana", incluida en su compilación Spanglish 10. 
En 2007, el cantante estadounidense will.i.am tomó muestras de la canción en su sencillo  "I Got It from My Mama"  por lo que debió acreditar como coautores a los dos miembros de Magazine 60  Jean-Luc Drion y Dominique Régiacorte.

## Discografía

### Álbumes
- 1981: Magazine 60 (EP)
- 1982: 60’s Slows
- 1985: Costa Del Sol[2]

### Sencillos
- 1982: J'fais d'la Radio
- 1982: Sir Walter Gimmick
- 1984/85: Don Quichotte (FR #10, US #56, AUT #25, NED #42)
- 1985: Rendezvous sur la Costa del Sol
- 1986: Florida Mix
- 1987: Pancho Villa (1987)
- 1988: Tap Connection[3]